# Јаворјани
Јаворјани  или Јаворени (грч. Πλατάνη, Платани) је насељено место у општини Воден у периферији Средишња Македонија, Грчка. Према попису из 2021. године био је 361 становник.
Према бугарском географу и историчару, Василу Канчову, у Јаворјану је 1900. године живело 66 Словена хришћана. Македонски историчар Тодор Симовски, 1998. године наводи да су Јаворјани словенско насеље.